# Ganden

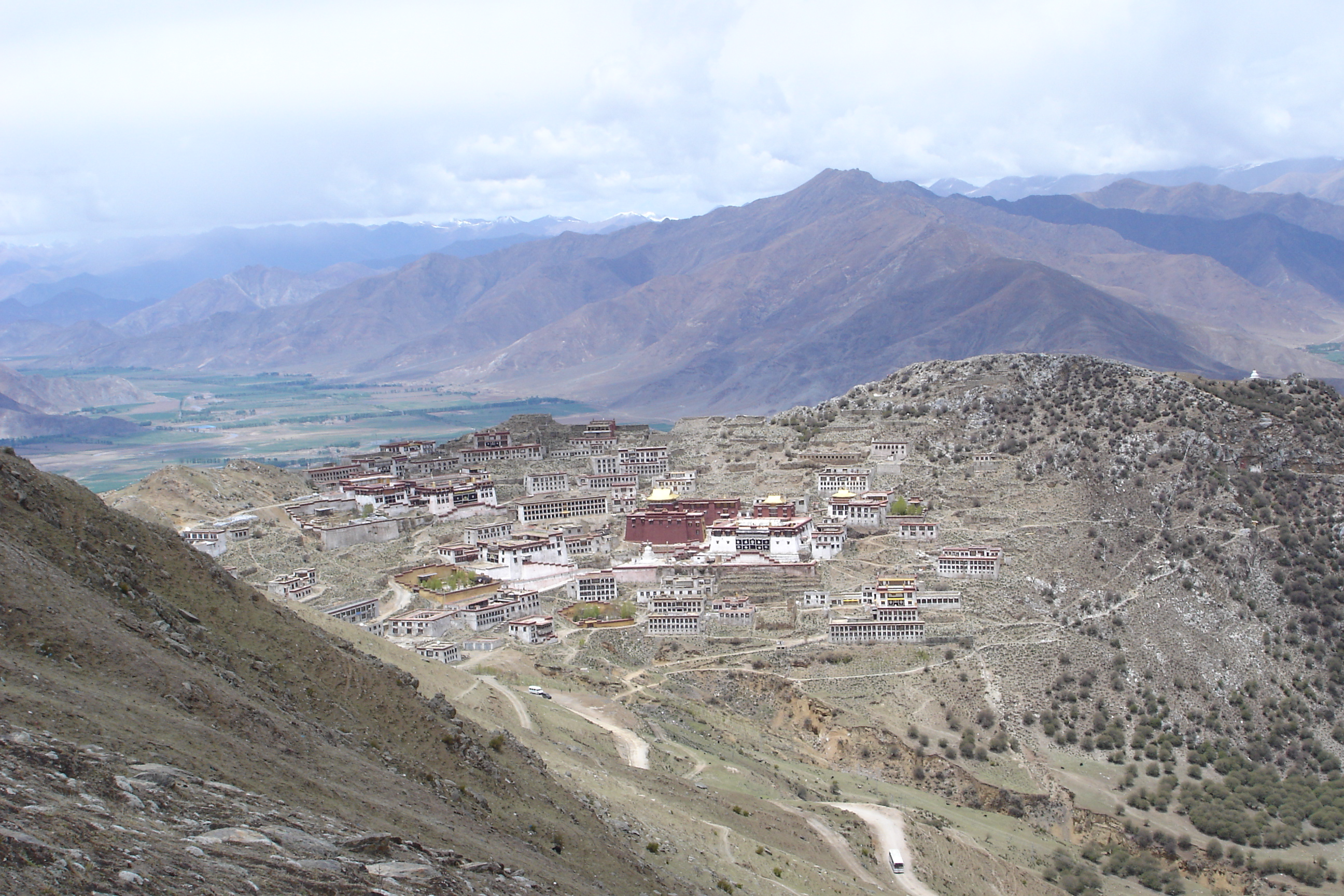
Ganden

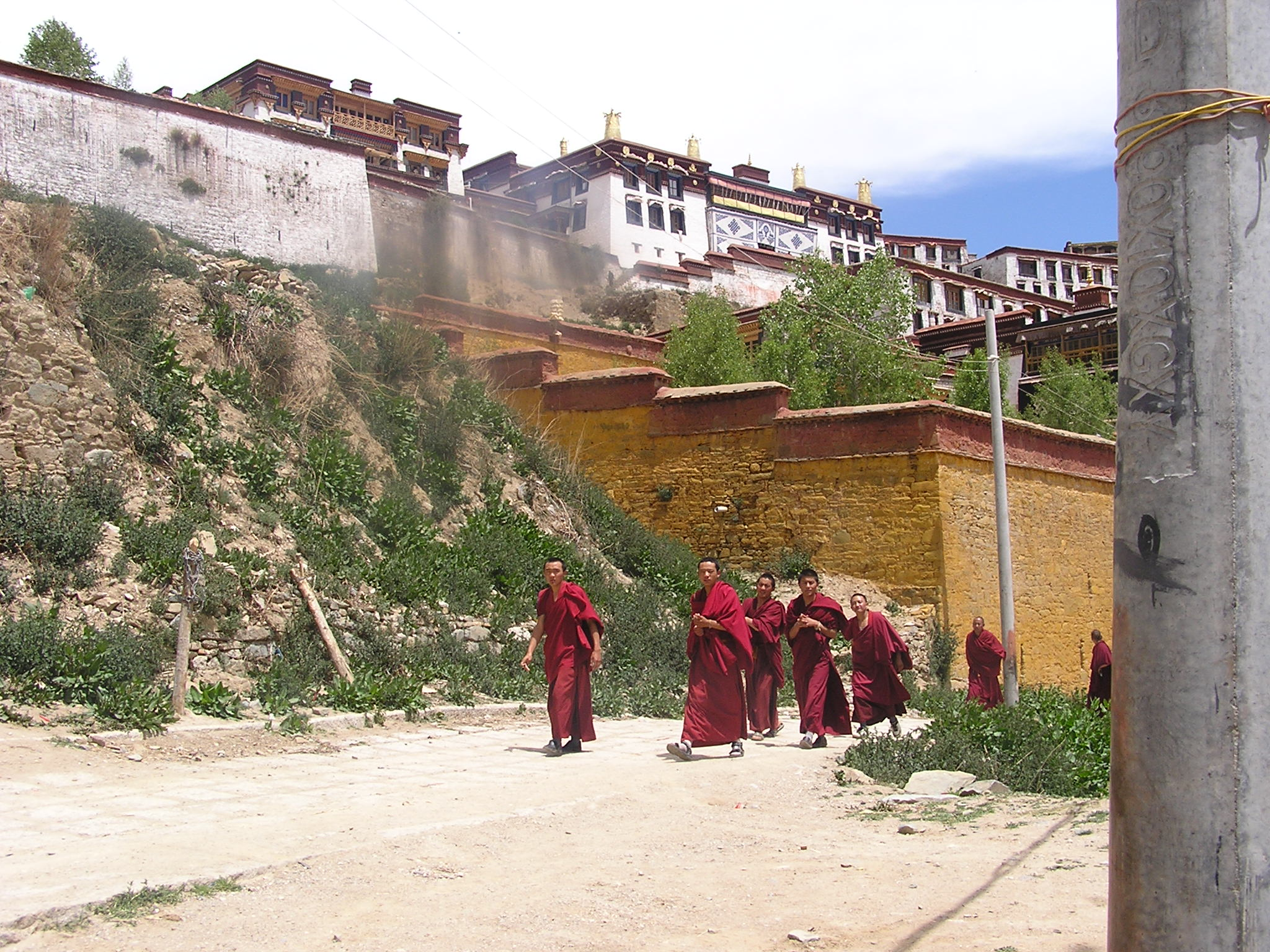
Monniken in Ganden

Ganden, (ook Gaden of Gandain, vertaald: Continent van Compleet Bevrijdend Geluk, Tibetaans: དགའ་ལྡན་, Wylie: Dga'-ldan, voluit dGa' ldan rNam rgyal gling of dGan-ldan rNam-par Gyal-wahi glin) is een van de drie grote kloosters van de gelug van Tibet. De andere twee zijn Sera en Drepung.

## Bestuurlijk en religieus belang van Ganden
Ganden bevindt zich op de top van de berg Wangbur in het district Tagtse, op 36 km ten oostnoordoosten van Potala in Lhasa, op een hoogte van 4300 meter. Het was het oorspronkelijke klooster van de gelugorde en is gesticht door Je Tsongkhapa in 1409. Het klooster wordt traditioneel gezien als de bestuurlijke en politieke macht van de gelug. De Ganden tripa of troonhouder van Ganden is het hoofd van de school. Het lichaam van Tsongkhapa ligt er opnieuw opgebaard in een tombe van zilver en goud.
Vanwege de ligging op grotere afstand van Lhasa had het klooster met 6000 monniken een kleinere populatie dan de andere twee kloosteruniversiteiten. Het klooster kende meer dan 25 belangrijke kapellen met grote Boeddhabeelden. De grootste kapel kon tegelijk 3500 monniken een plaats bieden. Tenzin Gyatso, de veertiende dalai lama, legde zijn laatste examen af in Ganden in 1958.
Ganden bestond voornamelijk uit de twee originele colleges, Jangtse en Shartse, dat noordpiek en oostpiek betekent. De drie belangrijkste bezienswaardigheden in het klooster van Ganden zijn Serdung, dat een tombe bevat van Tsongkhapa, de vergaderzaal Tsokchen en de Ngam Cho Khang, de kapel waar Tsongkhapa les heeft gegeven. Het klooster herbergt handgemaakt kunstwerk dat eigendom is geweest van Tsongkhapa.

## Afloop sinds 1959
Het klooster van Ganden werd grotendeels verwoest tijdens de opstand in Tibet van 1959 en tijdens de Culturele Revolutie (1966-76) werd het klooster bestookt met granaten van het Chinese Volksbevrijdingsleger. Het gemummificeerde lichaam van Tsongkhapa werd verbrand, hoewel de schedel en een deel van de as uit het vuur gered werden door Bomi Rinpoche die die gedwongen was geweest het lichaam naar het vuur te dragen.

## Voortzetting in India
Ganden werd voortgezet door ballingen in Mundgod, Karnataka, in India. Het ballingsoord is het grootste voor Tibetaanse vluchtelingen in India en werd opgericht sinds 1966. Naast de vervanging van het Gandenklooster, bevindt zich in Mundgod een nieuwe vestiging van het klooster in Drepung en een nonnenklooster. In 1999 was er een bevolking van rond 13000 Tibetanen, verdeeld over 13 kampen. De lespakket van Ganden is er op eenzelfde manier voortgezet. De colleges van Jangtse en Shartse zijn voortgezet in Karnataka.
Het klooster staat sinds 1961 op de lijst van culturele erfgoederen in de Tibetaanse Autonome Regio.